# ابی اولاجوون
ابی اولاجوون (انگلیسی: Abi Olajuwon؛ زادهٔ ۶ ژوئیهٔ ۱۹۸۸) بازیکن بسکتبال اهل ایالات متحده آمریکا است.